# Людвіг фон Шванталер
Людвіг Міхаель фон Шванталер (нім. Ludwig Michael von Schwanthaler; 26 серпня 1802, Мюнхен, Баварське курфюрство — 14 листопада 1848, там само) — баварський скульптор. Професор Мюнхенської академії мистецтв. Один з найбільших представників класицизму Південної Німеччини XIX століття.

## Життєпис

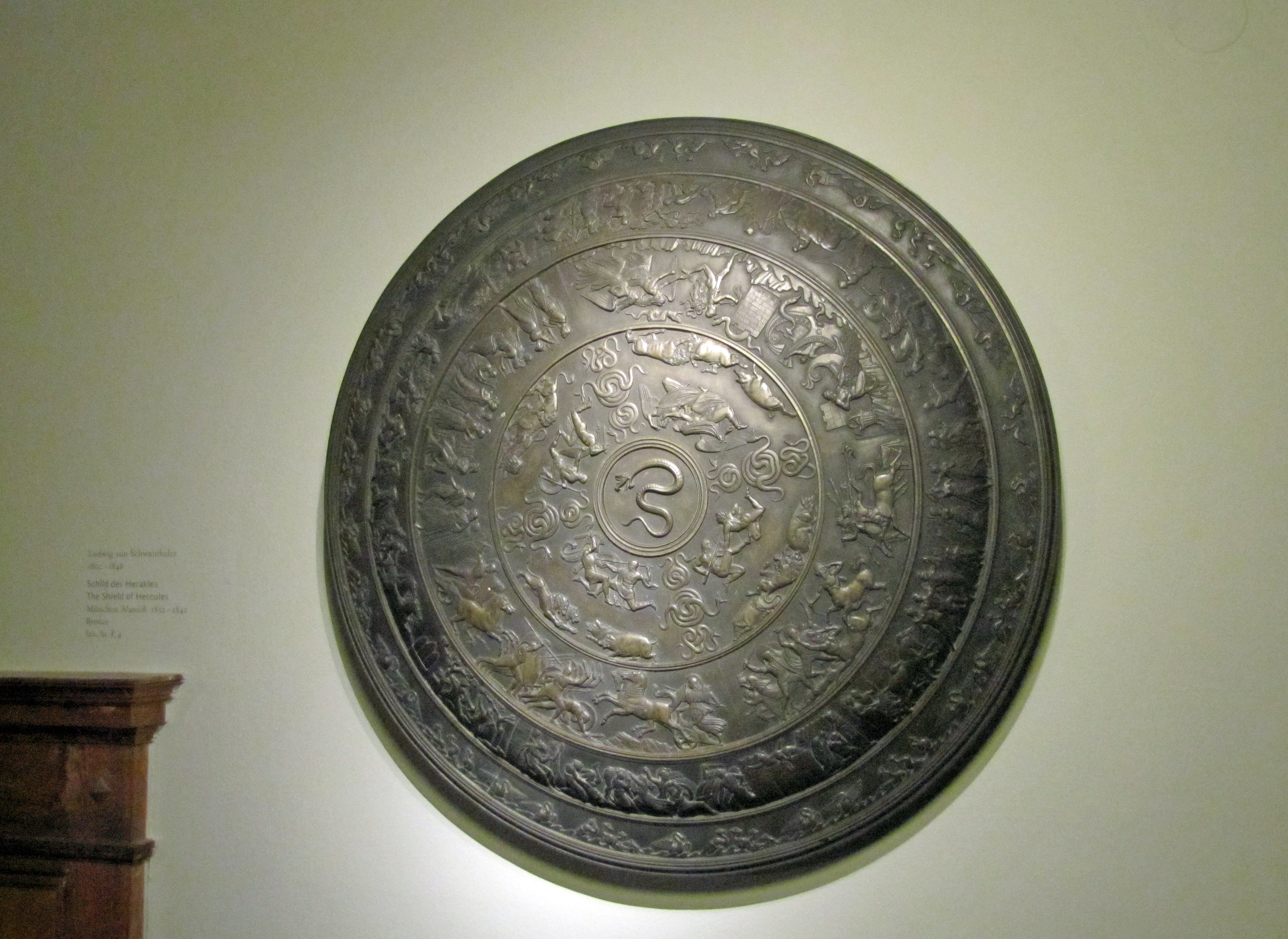
Щит Геркулеса

Походив з родини скульпторів. Син Франца Якоба Шванталера (1760—1820). Закінчивши гімназію, з 1818 року навчався у Мюнхенській академії мистецтв під керівництвом Альбрехта Адама. Смерть батька, який залишив йому в спадок свою майстерню з декількома незакінченими замовленнями, спонукала його перейти від живопису до скульптури, з якою він вже був частково знайомий завдяки урокам батька.

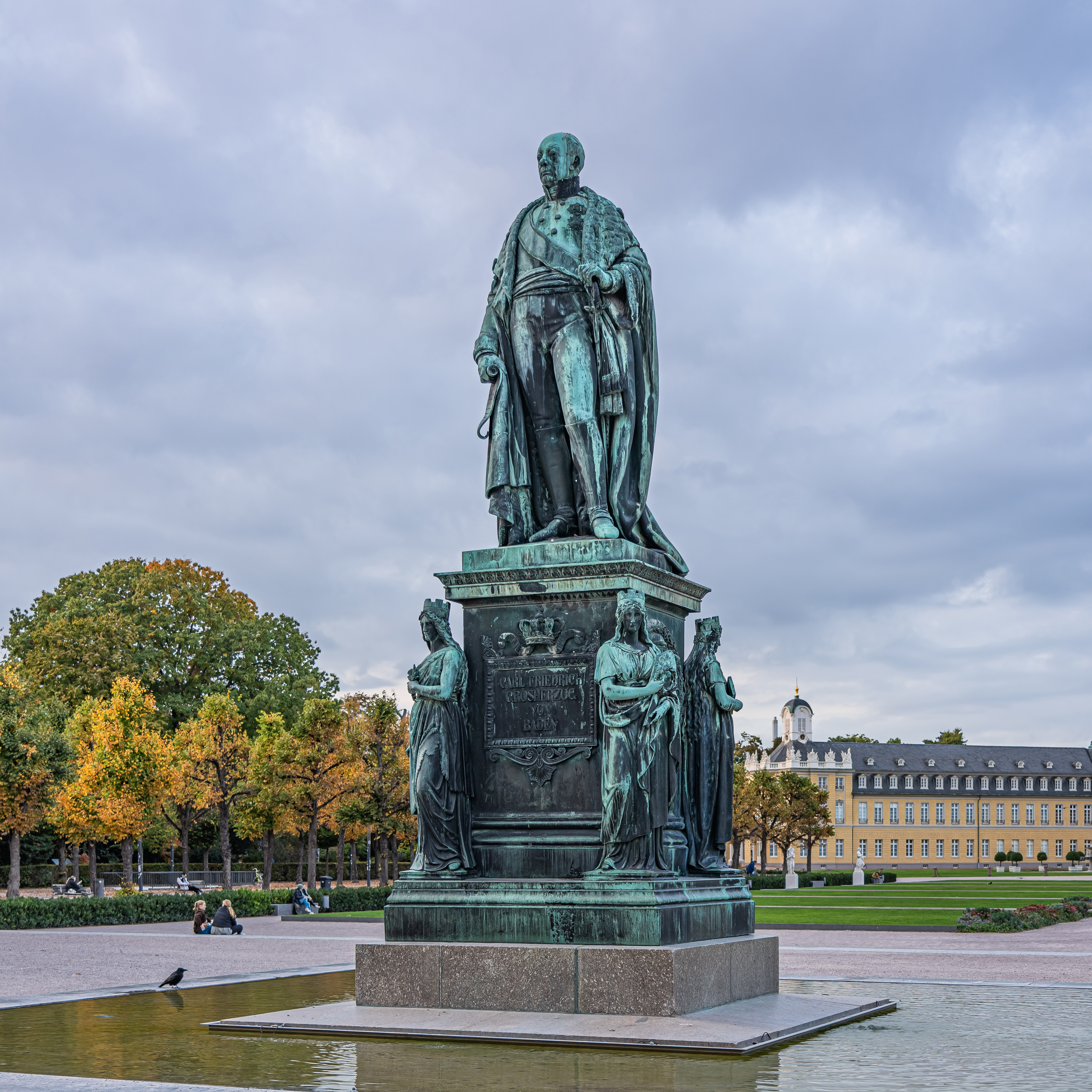
Пам'ятник великого герцога баденського Карла Фрідріха в Карлсруе

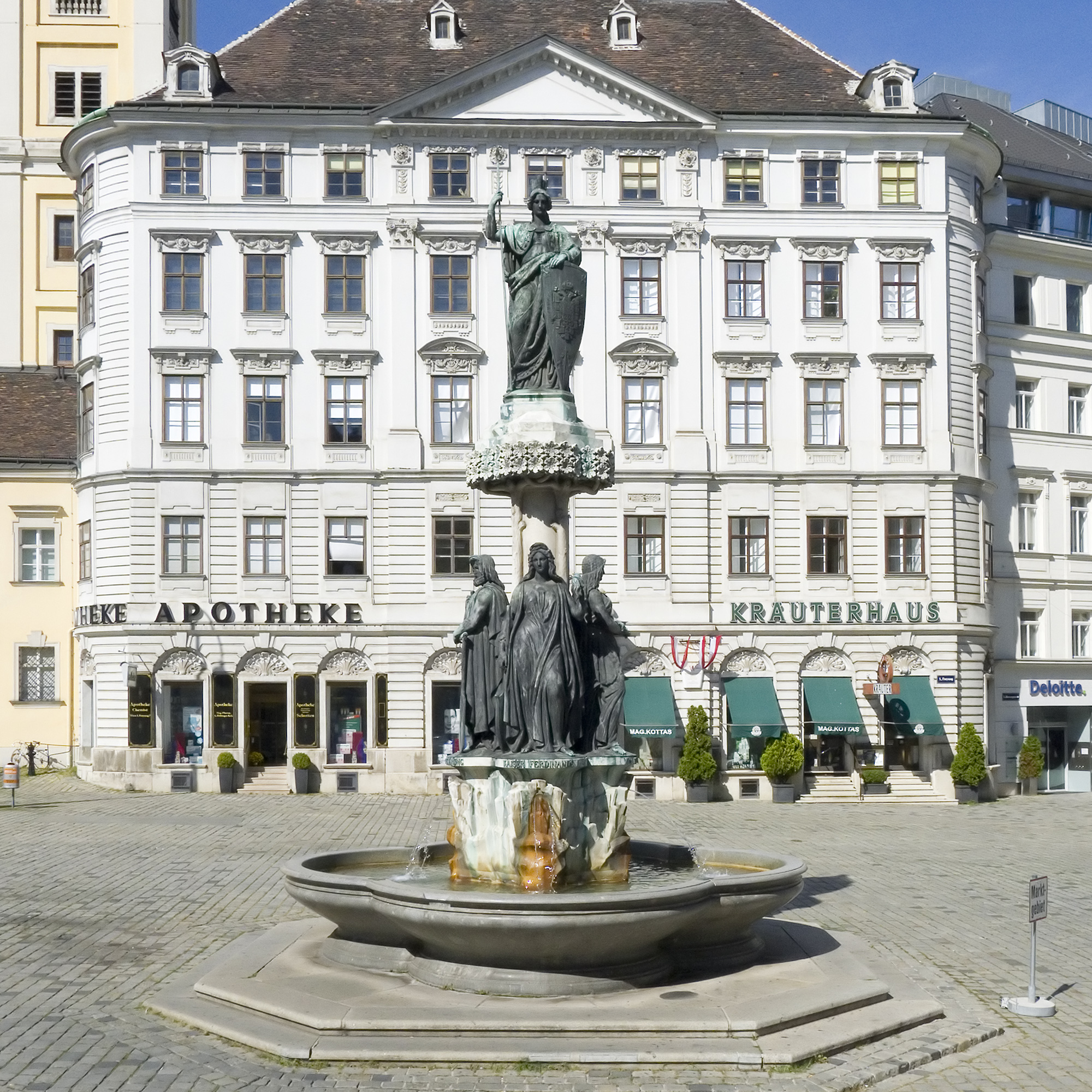
Фонтан «Austriabrunnen», Відень

Першими творами молодого скульптора були надгробні пам'ятники. У 1824 році Максиміліан I, король Баварії доручив йому виготовити срібне столове наряддя, прикрашений рельєфом із зображенням сюжету з міфу про Прометея. Шванталер виліпив воскову модель, але виконання зі срібла було зупинено внаслідок смерті короля і закінчено лише в 1856 році. Після цього він зайнявся скульптурними прикрасами Гліптотеки, дорученими йому за пропозицією Петера Корнеліуса.
Його близькість до короля Баварії Людвіга I сприяла тому, що в 1826 році скульптор поїхав до Італії як королівський стипендіат, але повинен був повернутися в Мюнхен у зв'язку з хворобою у 1827 році. Згодом Шванталер, отримавши кошти від короля, знову вирушив до країни мистецтва й оселився в Римі (1832—1834), де подружився з Торвальдсеном і, користуючись його порадами і вказівками, створив кілька груп для південного фронтону регенсбурзької Валгалли і невеликі моделі 24-х статуй живописців для прикраси аттика Мюнхенської Старої пінакотеки.
Повернувшись в 1834 році на батьківщину, був призначений професором Мюнхенської академії мистецтв і незабаром зібрав навколо себе багато здібних учнів. В його майстерні закипіла робота як самого митця, так і його учнів, які допомагали реалізували його творчі задуми. Головним із співробітників Шванталера був його двоюрідний брат, Франц-Ксавер Шванталер (1798—1854), згодом професор Мюнхенського політехнічного училища. Відомими учнями майстра були швейцарець Роберт Дорер і Август фон Крелінг.
В цей час були вирубані з вапняку статуї живописців для будівлі пінакотеки, моделі яких вже були зроблені раніше. Згодом скульптор виконує серію робіт із оздоблення королівського палацу і різних будівель, якими король Людвіг I облаштовував свою столицю: скульптурні прикраси королівських апартаментів, в тому числі великий фриз, що зображує легенду про аргонавтів, рельєфи на сюжети з творів Гесіода, Піндара, Есхіла, Софокла та Аристофана, композиції на теми з «Одіссеї» і з міфу про Афродіту, дванадцять колосальних статуй правителів Вітельбахського двору і т. д.

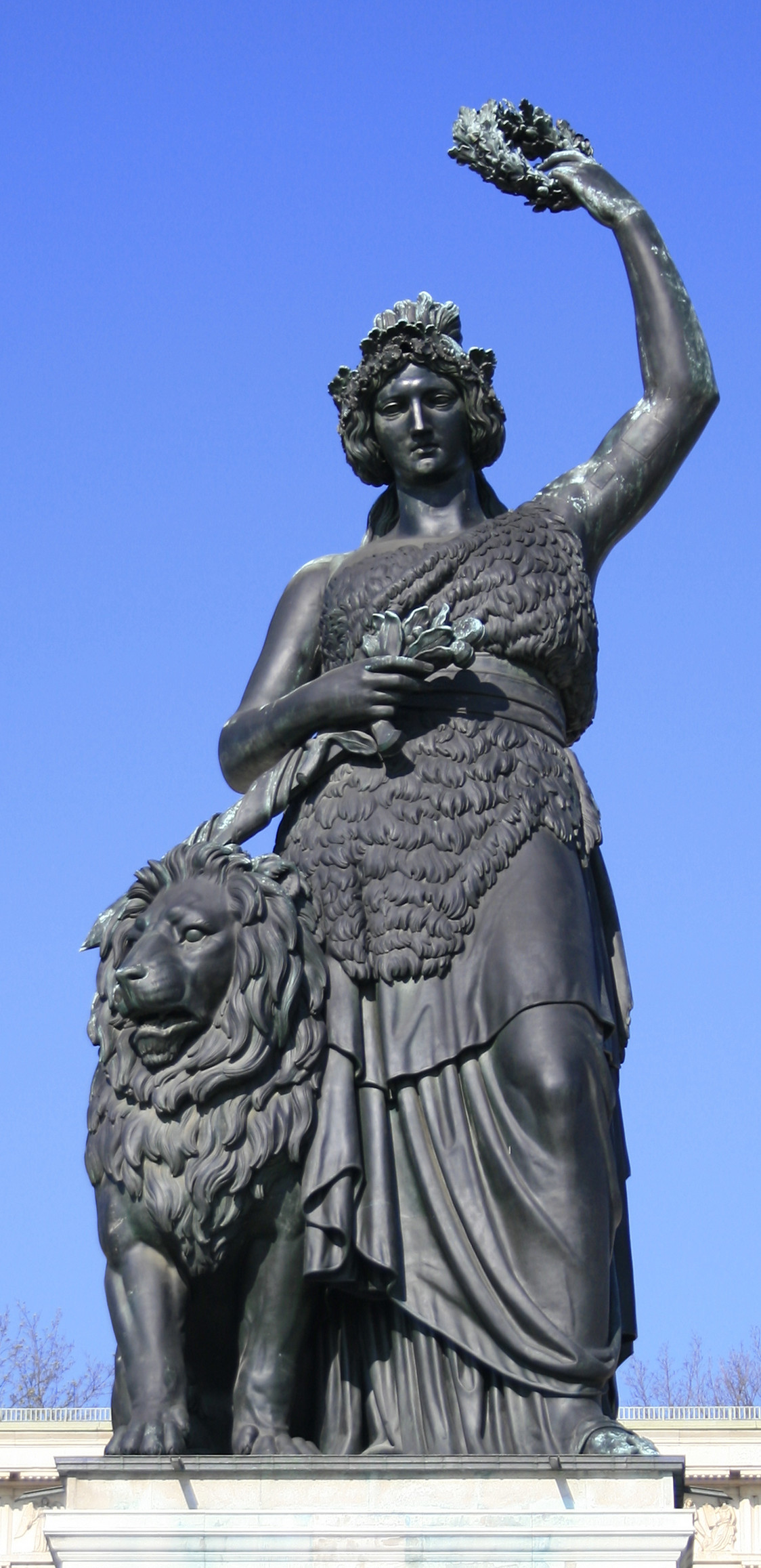

Серед монументальних творів Шванталера, виконаних з мармуру або бронзи, широко відомі групи двох фронтонів Валгалли, з яких група південного фронтону, що складається з 15 фігур, виконана за ескізом Крістіана Рауха, a група північного фронтону, також з 15 фігурами («Битва Германа з римлянами») — скомпонована і виліплена самим Шванталером. Дві інших його групи, що представляють відродження Греції, що звільнилася від турецького ярма, прикрашають собою фронтони мюнхенських пропілеїв.
Найважливіша з монументальних творінь скульптора — гігантська (висотою в 18,5 м) бронзова статуя Баварії, споруджена в Мюнхені перед «Галереєю Слави».
З робіт Шванталера в жанрі історичної і портретної скульптури особливо цінні статуї для пам'ятників великого герцога баденського Карла Фрідріха в Карлсруе, співака Фрауенлоба в Майнцькому соборі, Моцарта в Зальцбурзі, імператора Рудольфа Габсбургського в Шпаєрському соборі, великого герцога Людвіга Гессенського в Дармштадті, Гете у Франкфурті-на-Майні, маркграфа Фрідріха-Олександра Бранденбурзького в Ерлангені, графа Йоганна Тіллі і князя Карла Вреде в галереї полководців в Мюнхені, канцлера Вігулія Крейтмайра там же і шведського короля Карла XIV в Норрчепінзі.
Чудовими творами Л. Шванталера є також статуї Венери, Діани, Вести, Аполлона, Амура, Бахуса і Пана в Вісбаденському палаці, виконані з пісковику, і дві біломармурові фігури танцівниць. Ще більшою популярністю користується поширений у багатьох бронзових та гіпсових примірниках «Щит Геркулеса», який Шванталер почав ліпити в Римі і закінчив в Мюнхені; він прикрашений барельєфом в елліністичному дусі і зображує в 140 фігурах головні епізоди оповіді Гесіода про богів давньої Греції.
Роботи Л. Шванталера свідчать про невичерпність його фантазії та незвичайну пластичність його фактури. Тонке відчуття краси, яким він володів, висловлюється як у формах його фігур, так і в їх позах і русі; всі його композиції сповнені життя і разом з тим шляхетні. Попри близьке знайомство скульптора з класичною старовиною, найкраще йому вдавалися завдання романтичного характеру; проте, трактуючи античні сюжети, він нерідко був гідним суперником Торвальдсена. Твори Л. Шванталера на християнські теми відрізняються більше обдуманістю, ніж щирим почуттям. Ще менш відповідали його таланту теми з новітньої історії і життя, хоча і в цій області створено чимало цінних речей.
Велике зібрання своїх моделей і малюнків він заповідав баварському уряду. У 1837 його художня студія, в якій зберігалися моделі, що залишилися після смерті Л. Шванталера, була перетворена в особливий Шванталерівський музей (Schwanthaler-Museum) і відкрита для громадськості; під час Другої світової війни музей був зруйнований. В історії мистецтва це був один з перших меморіальних музеїв художника.
Похований на Старому південному кладовищі Мюнхена.

## Вибрані роботи
- Фронтони королівського палацу
- статуя «Баварія» (18,5 м висоти)
- статуя Гете
- пам'ятник Моцарту в центрі Зальцбурга на площі Моцарта
- пам'ятник письменника Жана Поля в Байройті
- пам'ятник Ернсту I герцогу Саксен-Кобург-Готському в Кобурзі
- статуя генерала-фельдмаршала і генерала-інспектора князя Карла фон Вреде (Галерея полководців на Одеонсплац)
- Фонтан Австрія у Відні